# Puchsbaumplatz
Der Puchsbaumplatz liegt im 10. Wiener Gemeindebezirk Favoriten. Er wurde 1875 nach dem bedeutenden Baumeister der Gotik Hans Puchsbaum benannt, der am Wiener Stephansdom und an der Spinnerin am Kreuz mitgearbeitet hat.

## Lage und Charakteristik
Der Puchsbaumplatz liegt in einem verbauten Wohngebiet am Fuße des Laaer Berges. Er wird von der Puchsbaumgasse, der Schrankenberggasse, der Kudlichgasse und der Hausergasse umschlossen. Im Zentrum des Platzes befindet sich der Puchsbaumpark. Es handelt sich um eine verkehrsmäßig ruhige Zone, in der auch keine öffentlichen Verkehrsmittel fahren.
Die Verbauung ist uneinheitlich, die Gebäude stammen vom Ende des 19. Jahrhunderts bis in die Nachkriegszeit.

## Bedeutende Bauwerke

### Puchsbaumpark
Inmitten des Platzes liegt der Puchsbaumpark, eine kleine Grünoase inmitten verbauten Stadtgebietes. In seinem Zentrum liegt eine oval angelegte Wiese, an den Rändern befinden sich Kinderspielplätze und Ruhezonen. An der Seite zur Puchsbaumgasse ist noch ein historisches Pissoir in Betrieb, das mittlerweile unter Denkmalschutz steht (Listeneintrag).

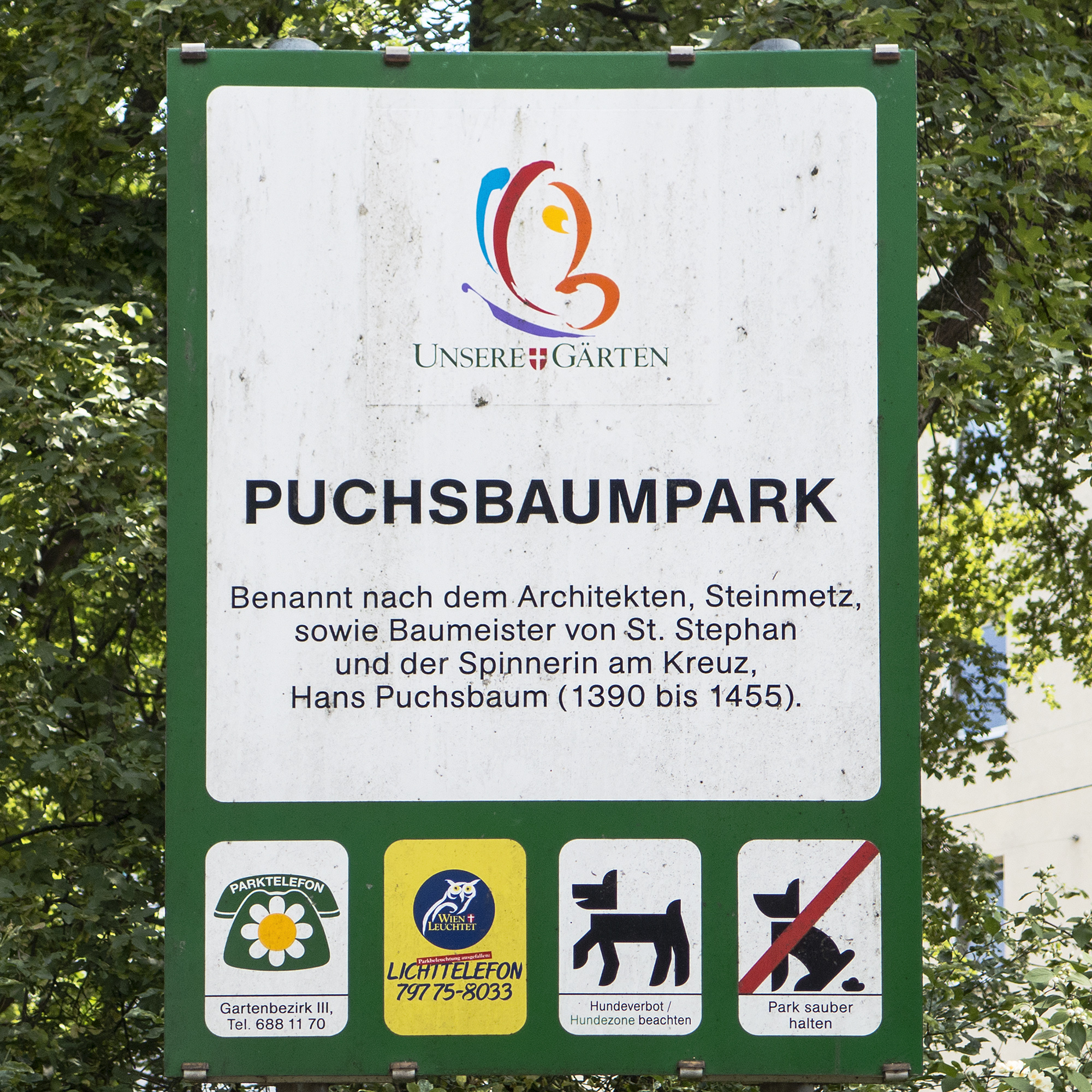
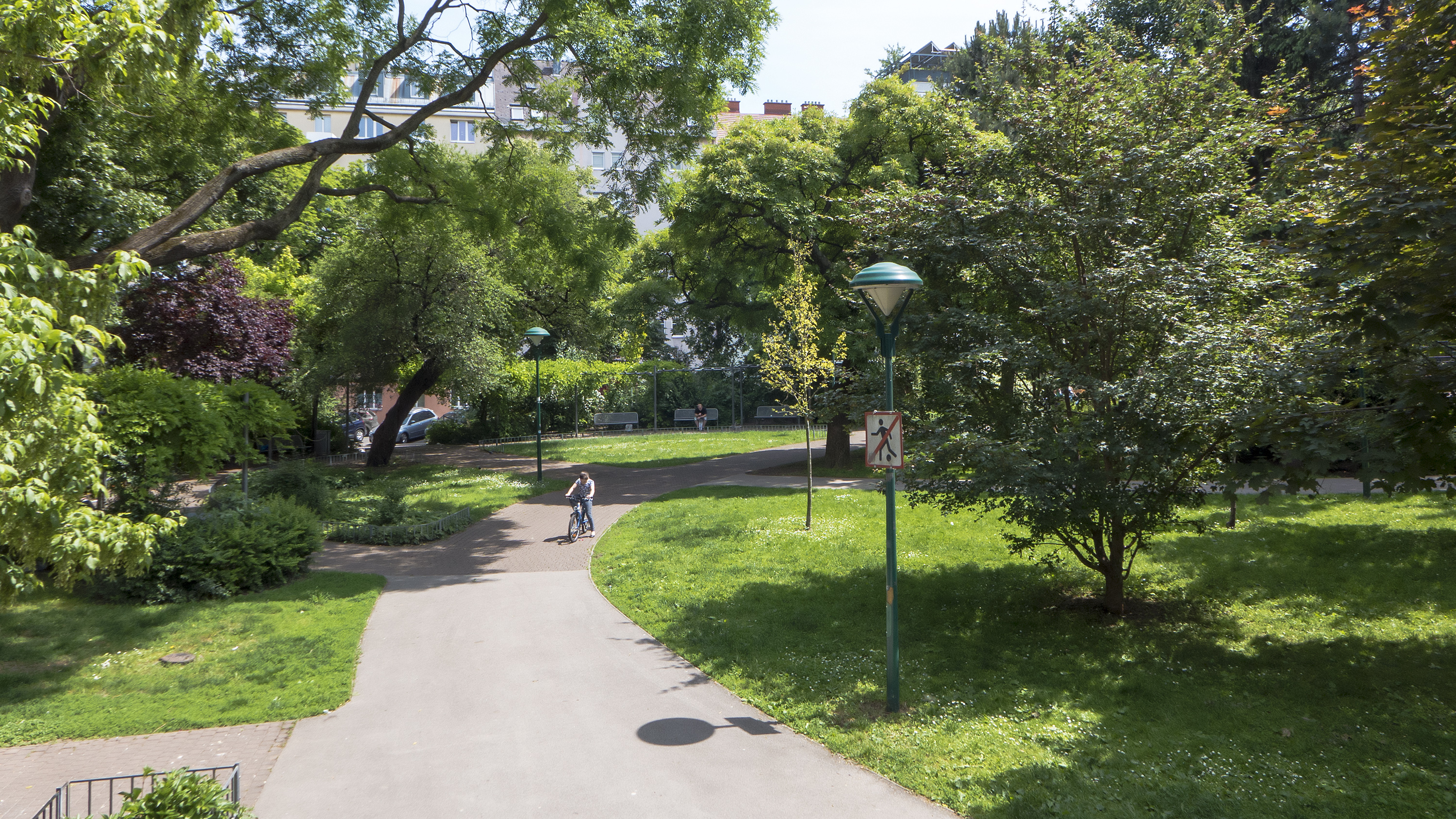
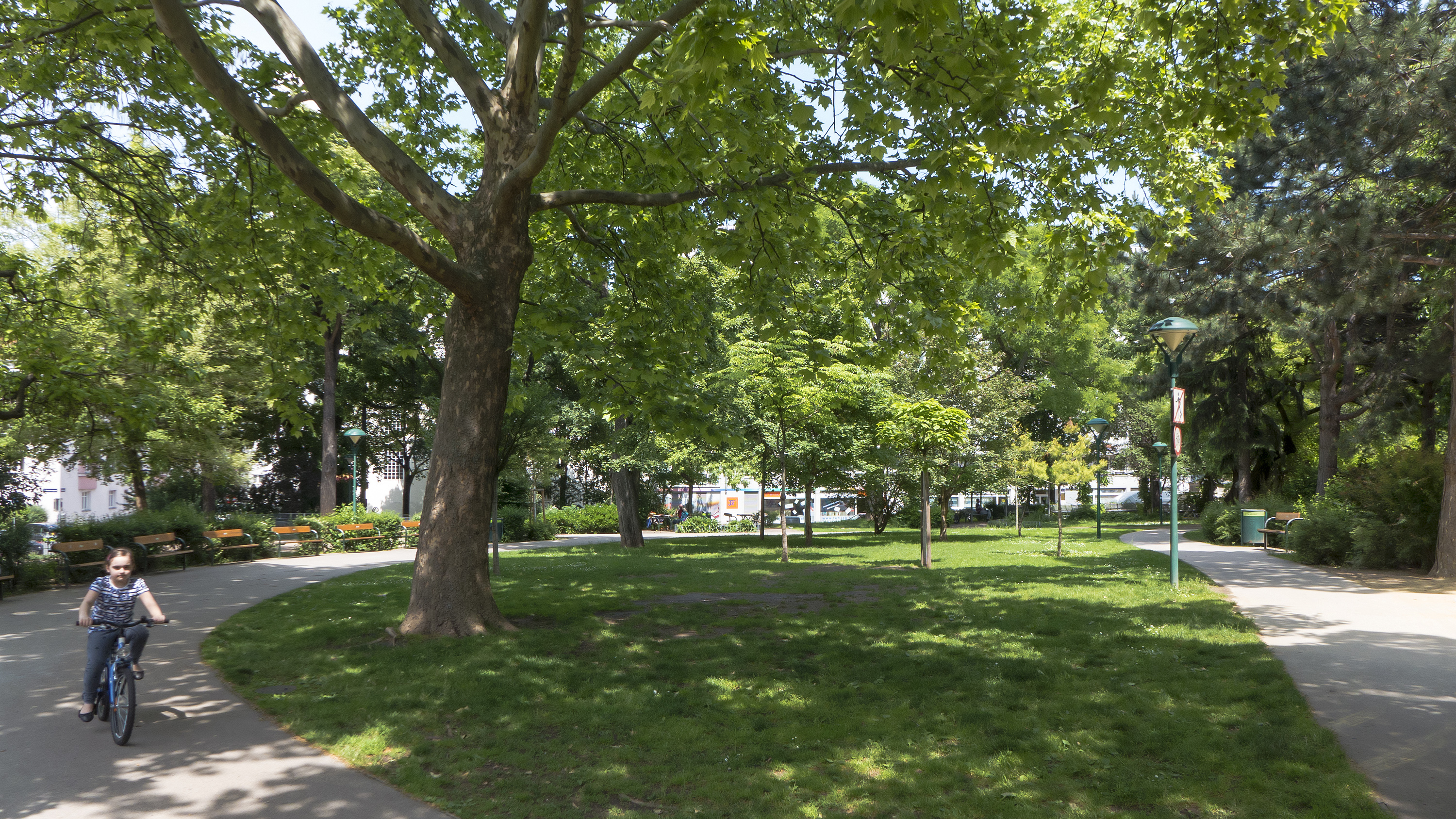
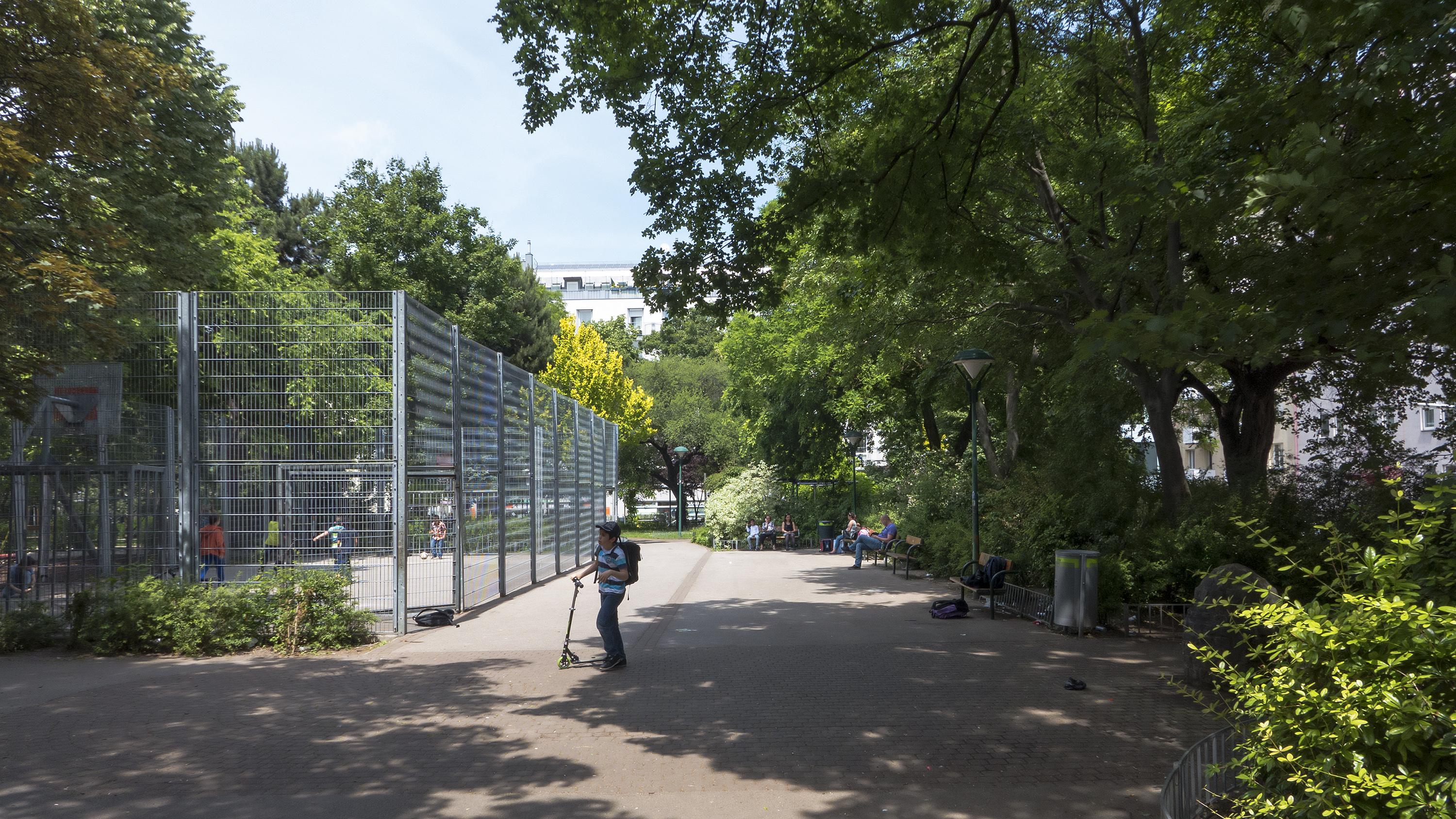
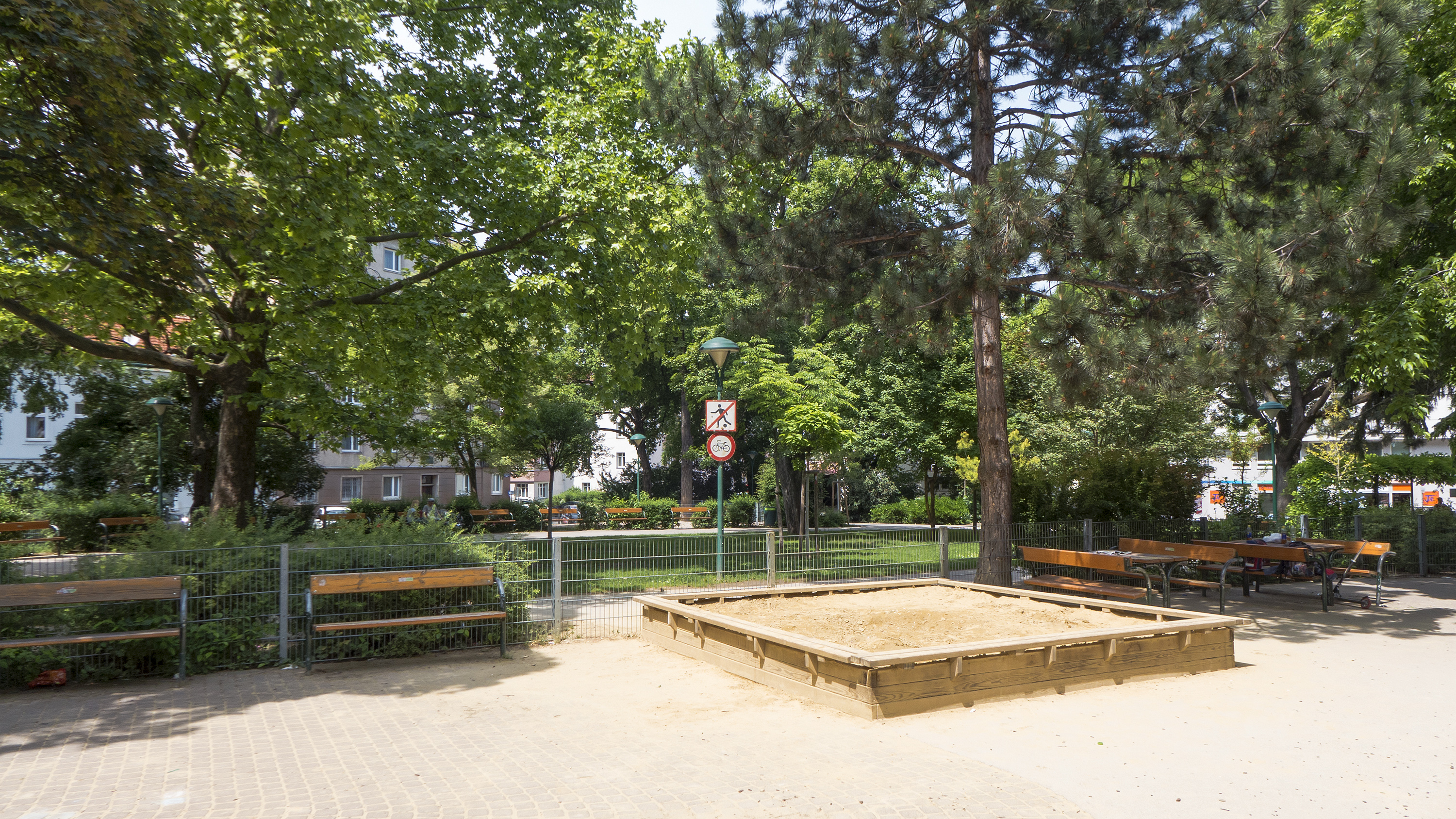
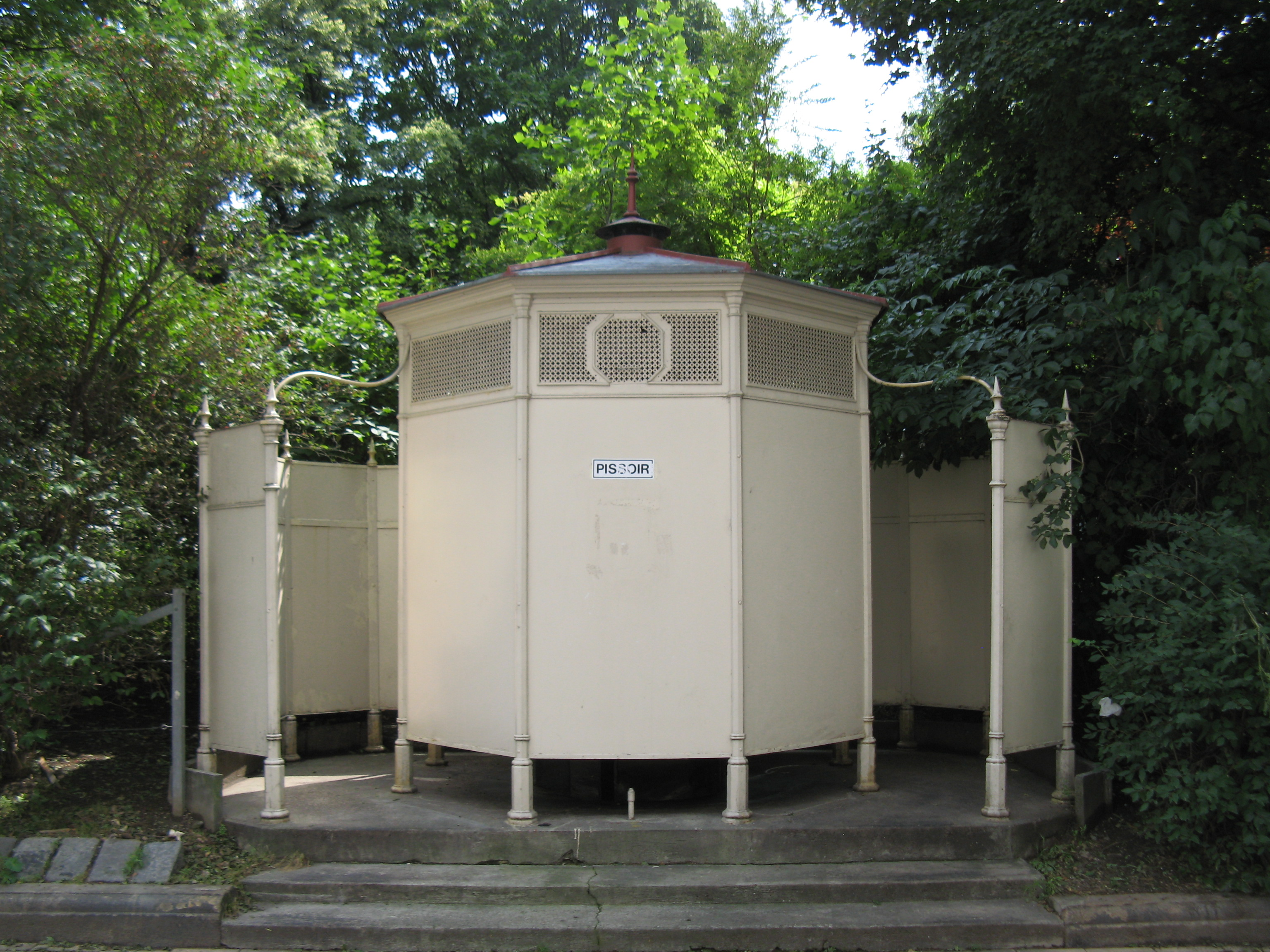

### Nummer 9 Filialkirche zur Heiligen Familie
Das bedeutendste und wegen seines ungewöhnlich hohen Kirchturms auffallendste Gebäude am Platz ist die römisch-katholische Filialkirche zur Heiligen Familie (bis 2015 war sie Pfarrkirche). Sie befindet sich an der Nordseite des Platzes, Ecke Puchsbaumgasse und Hausergasse. Sie wurde 1965/1966 nach Plänen des Architekten Clemens Holzmeister errichtet und am 8. Dezember 1966 geweiht. Der Kirchenraum selbst ist eine Halle auf vier Pfeilern. Das Altarmosaik wurde von Carl Unger geschaffen, die Kreuzwegstationen stammen von Walter Ritter, das Kreuz ist eine Schnitzarbeit von Oskar E. Höfinger, die Engelfiguren am Tabernakel schuf Heribert Notnagel, die Heilige Familie in der Werktagskapelle Margarethe Grill und den Mosaikfries Heilige Familie Erwin Reisner. Der hohe Turm verbindet mit seiner Treppe die Stockwerke an der Hausergasse, die Pfarrkanzlei und Pfarrwohnung beherbergen.

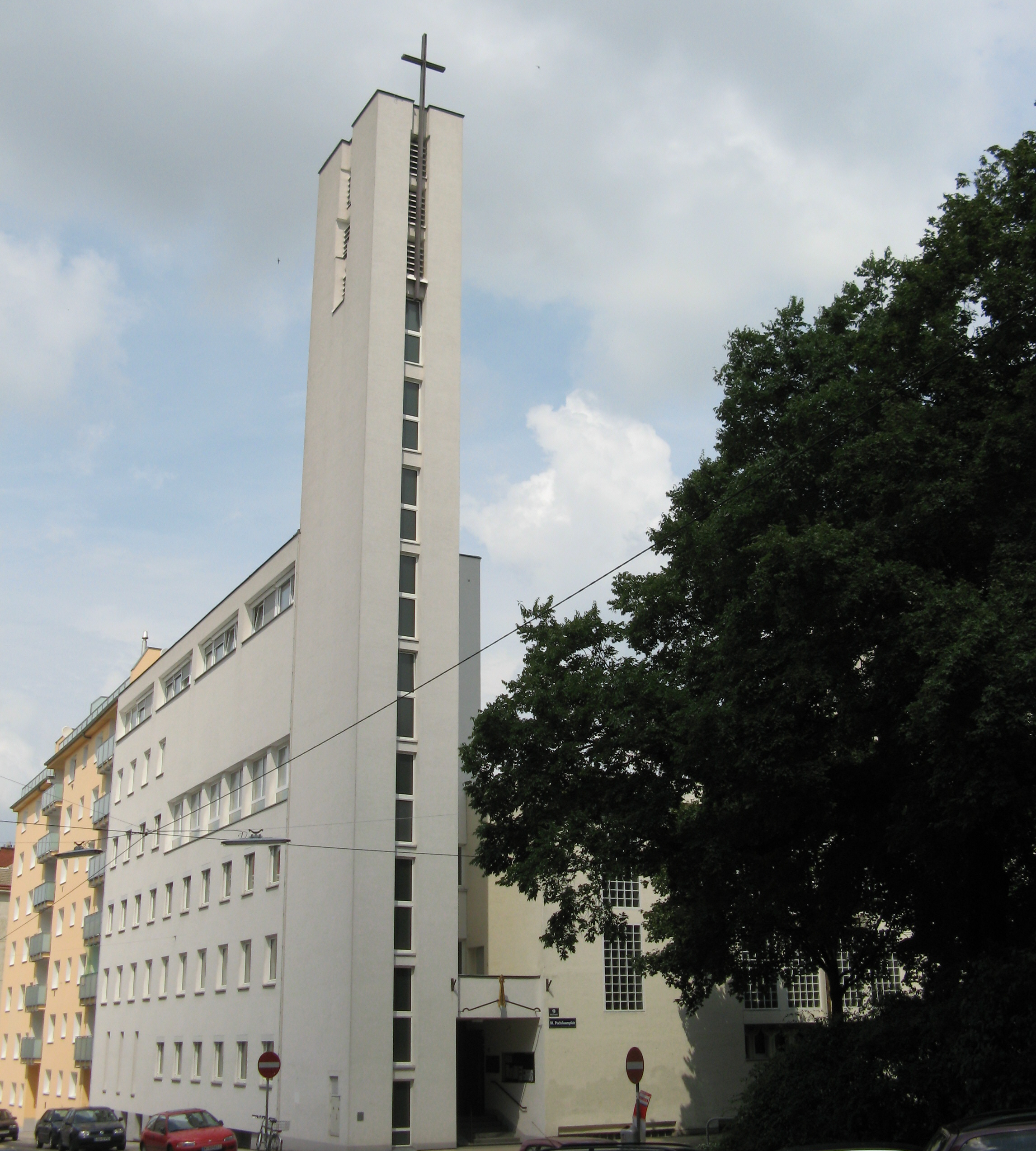
Außenansicht
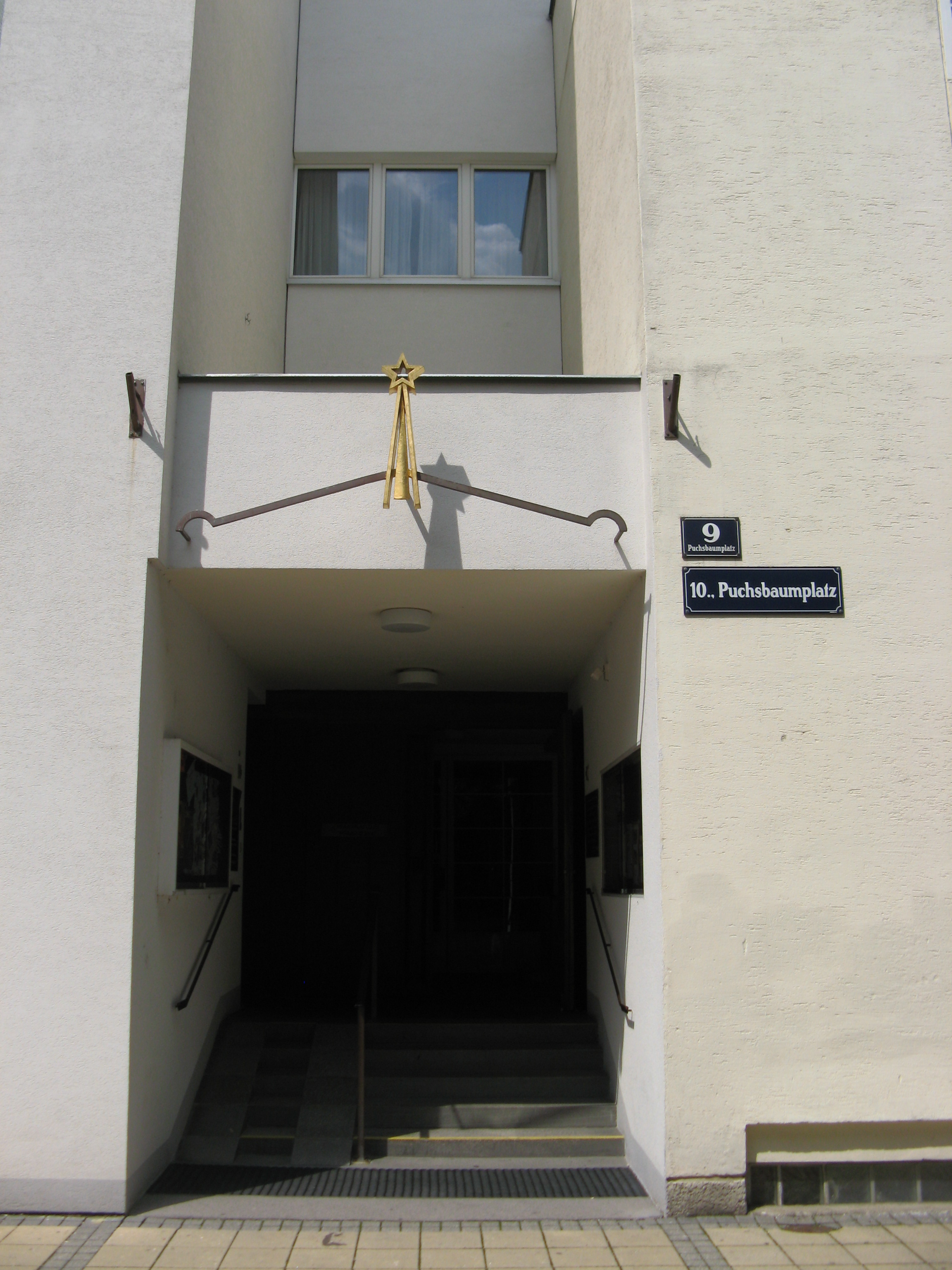
Kirchenportal
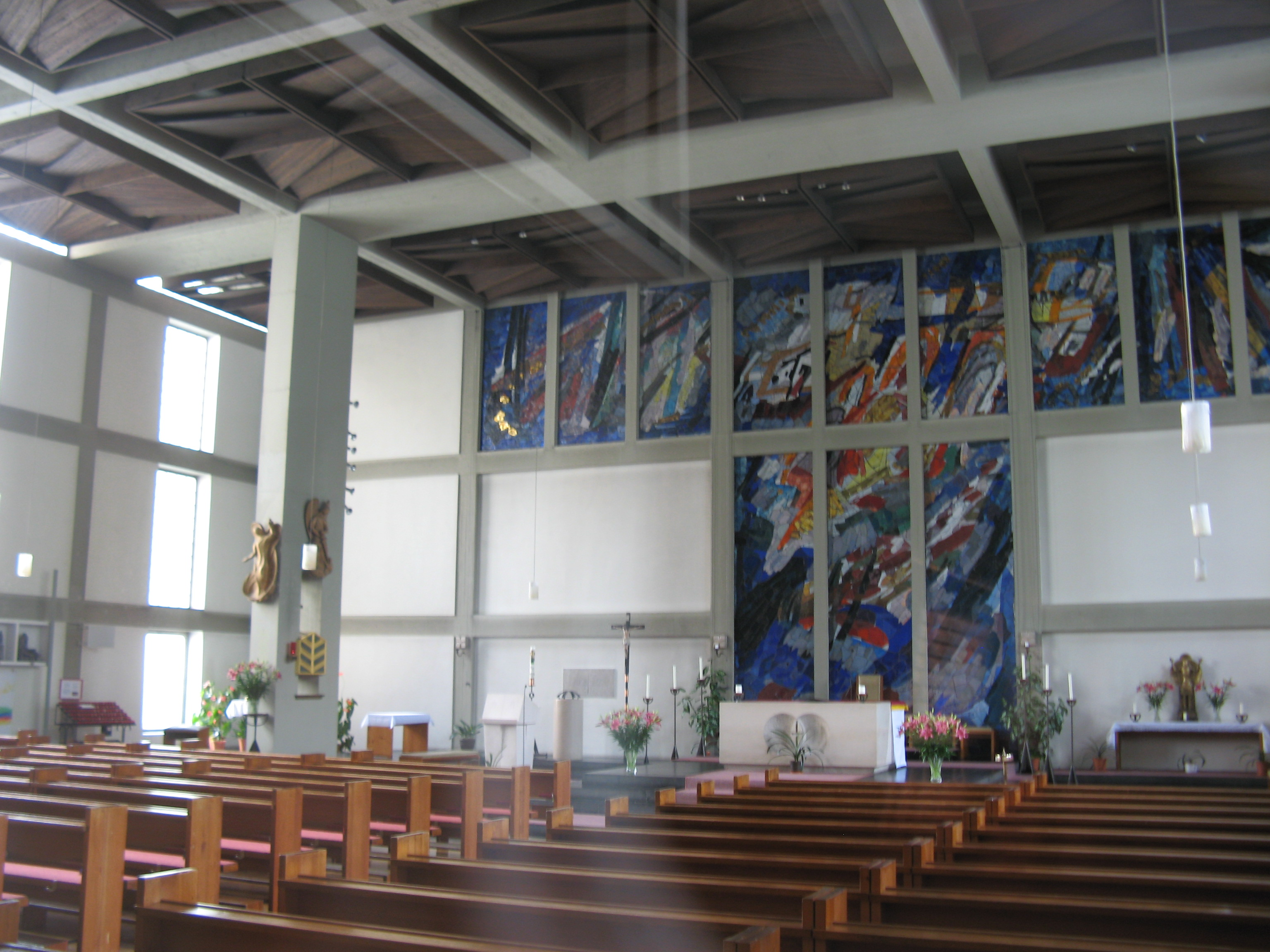
Innenraum
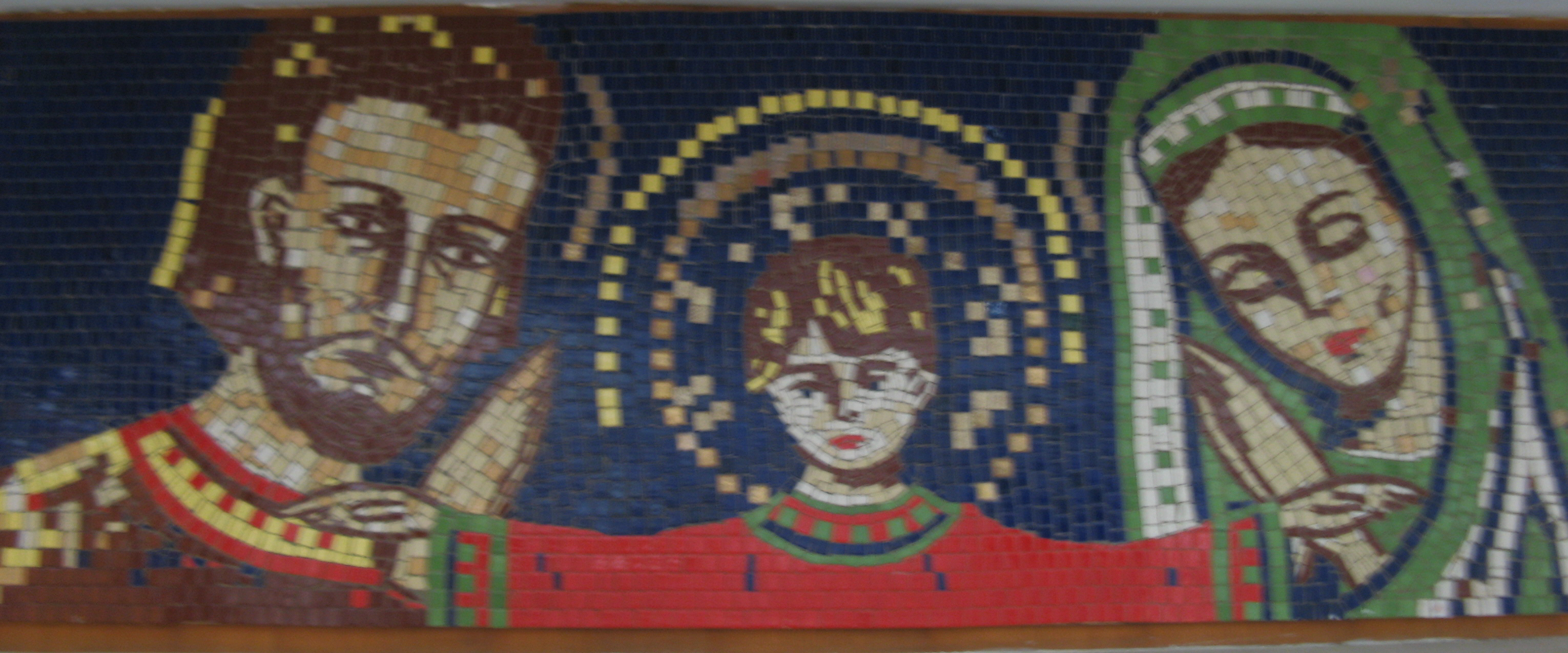
Mosaik Heilige Familie von Erwin Reisner

### Nummer 14
Dieses schlichte städtische Wohnhaus wurde 1929 errichtet und ist eines der kleineren Beispiele für den sozialen Wohnbau des Roten Wien. Architekt war Fritz Reichl.